# Chelostoma incisulum
Chelostoma incisulum är en biart som beskrevs av Michener 1938. Chelostoma incisulum ingår i släktet blomsovarbin, och familjen buksamlarbin. Inga underarter finns listade i Catalogue of Life.